# Dieter Keller
Dieter René Keller (ur. 19 lipca 1936) – szwajcarski szachista, mistrz międzynarodowy od 1961 roku.

## Kariera szachowa
Dwukrotnie reprezentował Szwajcarię na mistrzostwach świata juniorów do 20 lat, w latach 1953 (dz. V-VIII m.) oraz 1955 (VI m.). Należał już wówczas do czołówki szwajcarskich szachistów, w latach 1956 i 1958 startując w narodowej drużynie na szachowych olimpiadach (trzeci w karierze olimpijski start zaliczył w roku 1968). Wielokrotnie uczestniczył w finałach indywidualnych mistrzostw kraju, czterokrotnie zdobywając złote medale (1958, 1960, 1961, 1963). Był również wielokrotnym reprezentantem Szwajcarii na drużynowym turnieju o Puchar Clare Benedict (w latach 1958–1973), zdobywając medal złoty (1958), srebrny (1969) oraz brązowy (1960). W 1979 r. zdobył wspólnie z reprezentacją kraju srebrny medal w Pucharze Mitropa, natomiast w 1985 r. wystąpił na rozegranych w Lucernie drużynowych mistrzostwach świata, zdobywając brązowy medal za indywidualny wynik na IV szachownicy.
Odniósł kilka sukcesów w turniejach międzynarodowych, m.in.: IV m. w San Benedetto (1955), II m. w Zurychu (1960), dz. I-II m. w Enschede (1961) oraz dz. I-III m. w Zurychu (1975).
Najwyższy ranking w karierze osiągnął 1 stycznia 1986 r., z wynikiem 2420 punktów zajmował wówczas 5. miejsce wśród szwajcarskich szachistów.